# 内柴正人
内柴正人（1978年6月17日—），出生于熊本县，日本柔道运动员，2004年雅典奥运会和2008年北京奥运会柔道66公斤级冠军。2011年因被揭發與未成年少女發生性行為，2013年被判強姦罪成，判處五年有期徒刑；紫綬褒章榮譽也被剝奪。

## 外部連結
- Videos of Masato Uchishiba in action （页面存档备份，存于） (judovision.org)